# Erich Juskowiak
Erich Juskowiak (* 7. September 1926 in Oberhausen; † 1. Juli 1983 in Düsseldorf) war ein deutscher Fußballspieler. Für die Vereine Rot-Weiß Oberhausen und Fortuna Düsseldorf absolvierte er von 1947 bis 1961 insgesamt 251 Pflichtspiele in der damals erstklassigen Fußball-Oberliga West und erzielte – dabei überwiegend in der Defensive eingesetzt – 39 Tore. In der deutschen Fußballnationalmannschaft kam er als Verteidiger im damals praktizierten WM-System von 1951 bis 1959 zu 31 Einsätzen, in denen er vier Tore erzielte und an der Fußball-Weltmeisterschaft 1958 in Schweden teilnahm. Wegen seiner enormen Schusskraft wurde er „Hammer“ genannt.

## Laufbahn

### Vereine

#### Jugend, Oberliga und 2. Liga West
In Alt-Oberhausen, in der Jugend von Concordia Lirich, begann der Schüler Juskowiak 1935 seine Karriere als Fußballer. Mitten im Zweiten Weltkrieg stürmte er für den VfR 08 Oberhausen. Juskowiak wurde dann zur Wehrmacht eingezogen und erlitt mehrere Verwundungen, darunter einen Kopfsteckschuss. Nach dem Ende des Kriegs schloss er sich dem SC Rot-Weiß Oberhausen an, dem Niederrheinmeister des Jahres 1946.
In der neu eingeführten Oberliga West debütierte Juskowiak in der „Kleeblatt-Elf“ am zweiten Rundenspieltag, den 21. September 1947, beim 2:0-Heimsieg gegen den VfR Köln. Vor 15.000 Zuschauern spielte er vor Torhüter Willy Jürissen in der Verteidigung, im Angriff waren die treibenden Kräfte Werner Stahl auf Rechtsaußen und Mittelstürmer Werner Günther. Der Neuzugang absolvierte in der 13er-Staffel 19 Verbandsspiele. In seinem dritten Oberligajahr, 1949/50, belegte er mit RW Oberhausen den elften Platz – jetzt wurde die Meisterschaft in einer 16er-Staffel ausgespielt – und hatte in 25 Ligaspielen sieben Tore erzielt. Am 9. Oktober 1949 erzielte er bereits nach zehn Sekunden den 1:0-Führungstreffer beim Heimspiel gegen Hamborn 07. Er spielte dabei auf Halblinks im Innensturm und schoss auch das zweite Tor zum 2:1-Erfolg. Nach insgesamt 64 Oberligaspielen (7 Tore) schloss er sich im Sommer 1950 aus beruflichen Gründen dem SSV Wuppertal 04 in der 2. Liga West an.
Mit der Elf vom Stadion Elberfeld stieg er 1950/51 an der Seite von Spielertrainer Herbert Pohl aber nicht in die Oberliga West auf. Es reichte zwar hinter Meister und Aufsteiger Bayer 04 Leverkusen zur Vizemeisterschaft, aber in den Relegationsspielen belegten die Wuppertaler hinter Alemannia Aachen und Schwarz-Weiß Essen lediglich den dritten Rang, der nicht zum Aufstieg berechtigte. Juskowiak hatte in 28 Zweitligaspielen fünf Tore erzielt.
Nach einer Saison im Bergischen Land zog es ihn an den Niederrhein zurück; er spielte ab der Saison 1951/52 wieder für Rot-Weiß Oberhausen, das in die 2. Liga abgestiegen war. Mit der Elf vom Stadion Niederrhein glückte ihm aber auch nicht die angestrebte Oberligarückkehr. Im ersten Jahr, 1951/52, landete er unter anderem durch 17 Tore von Stürmer Willi Demski mit RWO noch auf dem dritten Rang, im zweiten Jahr, 1952/53, wurde mit dem elften Platz der Aufstieg deutlich verfehlt. Juskowiak – er hatte als Zweitligaakteur am 23. Dezember 1951 sein Debüt in der Fußballnationalmannschaft gegeben – hatte für Oberhausen in zwei Runden 57 Pflichtspiele in der 2. Liga West absolviert und dabei sieben Tore erzielt. Zur Saison 1953/54 nahm er das Angebot von Fortuna Düsseldorf aus der Oberliga West an und wechselte in die Landeshauptstadt von Nordrhein-Westfalen, wo er zusätzlich einen Arbeitsplatz bei der Rheinbahn vermittelt bekam.

#### Fortuna Düsseldorf
In der Saison 1953/54, an deren Ende die Fußball-Weltmeisterschaft 1954 in der Schweiz ausgetragen wurde, startete der Oberhausener nach einem dreijährigen Intermezzo in der 2. Liga seine eigentliche Karriere in der Oberliga West. Er erzielte im ersten Jahr bei der Fortuna in 27 Ligaspielen zwölf Tore. Er kam aber nicht nur als Verteidiger zum Einsatz; seine Schusskraft, Kopfballstärke und Beidfüßigkeit wurde noch oftmals in der Offensive eingesetzt. Beispielsweise erzielte er am fünften Spieltag, den 13. September 1953, beim 3:0-Heimerfolg gegen den Meidericher SV als Mittelstürmer zwei Tore. Trotz Mitspielern wie Torhüter Anton Turek, Matthias Mauritz und dem Zwillingspaar Karl und Martin Gramminger belegten die Rot-Weißen unter dem neuen Trainer Kuno Klötzer lediglich den zehnten Rang.
Seine persönliche Leistung wurde durch die Berufung von Bundestrainer Sepp Herberger für das Länderspiel am 19. Dezember 1954 in Lissabon gegen Portugal belohnt. Nach fast dreijähriger Pause konnte er mit seinem zweiten Länderspiel in der A-Nationalmannschaft seine internationale Karriere fortsetzen. Mit der Fortuna belegte er dreimal in Serie in den Jahren 1955, 1956 und 1957 den sechsten Rang in der Oberliga. In der Saison 1958/59 gelang mit dem 3. Platz zwar die beste Platzierung, punktgleich mit Vizemeister 1. FC Köln. Aber der Einzug in die Endrunde um die deutsche Fußballmeisterschaft wurde verfehlt. Das entscheidende Spiel um die Vizemeisterschaft verloren Juskowiak und Kollegen am 5. April 1959 vor 56.000 Zuschauern im heimischen Rheinstadion gegen den 1. FC Köln mit 3:4. Damit egalisierten die Kölner am 28. Spieltag den knappen Punktevorsprung der Fortuna und zogen durch das bessere Torverhältnis in die Endrunde ein; der 5:0-Auswärtserfolg der Elf vom Flinger Broich am 30. Spieltag beim Meidericher SV änderte daran nichts mehr.
Die zwei Finalteilnahmen im DFB-Pokal in den Jahren 1957 und 1958 stellen für Juskowiak mit Fortuna Düsseldorf den größten Vereinserfolg dar. Beim 1:0-Halbfinalsieg am 24. November 1957 in Hannover gegen den Hamburger SV scheiterte die HSV-Offensive um Uwe Seeler an Torhüter Albert Görtz, dem Verteidigerpaar Mauritz – Juskowiak, sowie der Fortuna-Läuferreihe mit Herbert Bayer, Günter Jäger und Gerhard Harpers. Das Finale wurde mit 0:1 gegen den FC Bayern München in Augsburg vor 44.000 Zuschauern verloren. Dabei war Juskowiak hauptsächlich durch die Zweikämpfe mit Gerhard Siedl und Kurt Sommerlatt am rechten Flügel der Münchner gefordert. Das zweite DFB-Pokalfinale, am 16. November 1958 in Kassel gegen den VfB Stuttgart, endete nach 90 Spielminuten mit einem 3:3-Remis. In der Verlängerung setzte sich das Team von Trainer Georg Wurzer mit einem Tor von Mittelstürmer Lothar Weise durch. Auch hier hatte es Fortuna-Nationalverteidiger Juskowiak, mit Erwin Waldner und Rolf Geiger am rechten Flügel des VfB, mit Kollegen aus der Nationalmannschaft zu tun.
Nach Düsseldorfs überraschendem Abstieg aus der Oberliga in der Saison 1959/60 absolvierte der 34-jährige Senior in der Saison  1960/61 in der 2. Liga unter Trainer Fritz Pliska noch neun Rundenspiele. Sein frustriertes Verlassen des Spielfeldes während des laufenden Spiels am 5. März 1961 beim Heimspiel gegen den VfB Bottrop – der langjährige Leistungsträger war durch einen Zuschauer beschimpft worden – wird oftmals als das „unrühmliche Ende der Spielerkarriere“ von Juskowiak in der Literatur angeführt. Tatsächlich hat er mit seinem Einsatz am dritten Spieltag der Oberligarunde 1961/62, den 20. August 1961, am Tivoli gegen Alemannia Aachen, beim 2:1-Auswärtserfolg seine Laufbahn beendet. Symptomatisch für seine breit angelegten fußballerischen Möglichkeiten, die sich nicht nur auf Zweikampfstärke, wuchtiges Kopfballspiel und herausragende Schusskraft in der Defensive beschränkten, agierte er bei seiner Abschiedsvorstellung auf Halblinks im Mittelfeld, an der Seite der Offensivmitspieler Bernhard Steffen, Franz-Josef Wolfframm, Peter Meyer und Heinz Janssen.
Sein herausragendes Können in der damaligen Leistungsklasse der Oberliga West stellten gute Athletik, Beidfüßigkeit, Schlagsicherheit, Zweikampfstärke, Stellungs- und Kopfballspiel, Schusskraft in Verbindung mit weiten Abstößen und der Spezialität als Freistoß- und Strafstoßschütze sowie seine Ruhe und Übersicht im Wettkampf dar. Die oftmalige Auseinandersetzung und Bewährung in den Zweikämpfen in den Oberligaspielen gegen die damaligen Größen der Flügelstürmerszene in Person durch Helmut Rahn, Bernhard Klodt, Felix Gerritzen, Wolfgang Peters und Willi Koslowski hatten neben dem Talent und der Trainingsmoral wesentlichen Anteil an seiner Entwicklung zum Spitzenspieler.
Nach dem Oberligadebüt am 21. September 1947 bei Rot-Weiß Oberhausen beendete Juskowiak am 20. August 1961 nach insgesamt 251 Oberligaeinsätzen (39 Tore) und 94 Pflichtspielen (12 Tore) in der 2. Liga West sowie neun Jahren Zugehörigkeit zur Nationalmannschaft mit 31 Länderspielen (4 Tore) und einem Weltmeisterschaftsturnier – drei Wochen vor seinem 35. Geburtstag – seine 13 Jahre andauernde Karriere im Fußball-Oberhaus.

### Nationalmannschaft

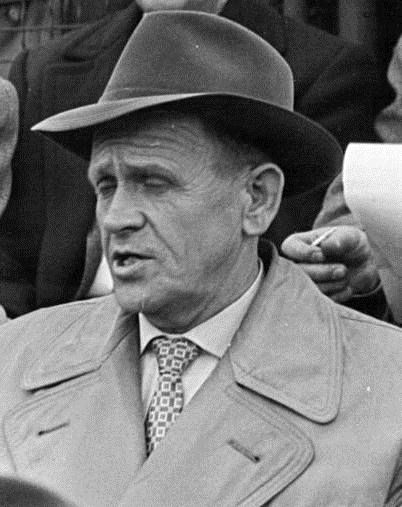
Sepp Herberger

Offiziell begann die Nationalmannschaftskarriere von Erich Juskowiak mit dem Länderspieldebüt am 23. Dezember 1951 in Essen gegen Luxemburg. Tatsächlich schlug die Stunde für ihn aber in der DFB-Auswahl in den Monaten nach der Fußball-Weltmeisterschaft 1954 in der Schweiz, drei Jahre nach seinem Debüt. Durch Erkrankungen, Formkrisen und das Alter einiger der „54er-Weltmeister“ war Bundestrainer Sepp Herberger gezwungen, eine neue Elf für die Weltmeisterschaft 1958 in Schweden aufzubauen. Nach Leinemann war Herberger schon bald klar – nach dem Länderspiel am 17. Oktober 1954 in Paris gegen Frankreich –, dass Kohlmeyer durch Juskowiak zu ersetzen sei und dass Herkenrath für Turek spielen müsste. In der Saison 1955/56 trug der Düsseldorfer in sechs, 1956/57 in sieben und 1957/58 in neun – darunter fünf WM-Spiele – Länderspielen den DFB-Dress. Er war ein unumstrittener Stammspieler der Herberger-Elf und dies trotz Krisen und weit mehr Niederlagen als Erfolgen des amtierenden Weltmeisters in der Zwischenperiode vor der nächsten Fußballweltmeisterschaft.
Der Höhepunkt der Vorbereitungsländerspiele zum WM-Turnier in Schweden bildete das Spiel am 19. März 1958 in Frankfurt gegen Spanien. 81.000 Zuschauer bildeten den Rahmen im Waldstadion. Bundestrainer Herberger vertraute erstmals mit der Besetzung Fritz Herkenrath (Torhüter), dem Verteidigerpaar Georg Stollenwerk – Juskowiak und der Läuferreihe Horst Eckel, Herbert Erhardt und Horst Szymaniak auf seine Abwehrformation während der Turniertage im Juni in Schweden. Der 2:0-Erfolg gegen die spanische Offensivreihe mit Miguel, Kubala, di Stefano, Suarez und Collar bestätigte nachhaltig die Richtigkeit der Festlegung auf diese Defensivformation.
In den Spielen gegen die internationalen Größen wie Boris Tatushin (Sowjetunion), Charles Antenen (Schweiz), Armand Jurion (Belgien) und Miguel Gonzales Perez (Spanien) hatte er schon vor der Weltmeisterschaft 1958 in Schweden seine internationale Klasse unter Beweis gestellt. Im WM-Turnier selbst musste sich der linke Verteidiger gegen Omar Corbatta (Argentinien), Vaclav Hovorka (Tschechoslowakei), Billy Bingham (Nordirland), Aleksandar Petakovic (Jugoslawien) und Kurt Hamrin (Schweden) beweisen. Der Titelverteidiger überzeugte in den Gruppenspielen und setzte sich im Viertelfinale mit einem 1:0-Erfolg gegen das spielfreudige Jugoslawien nach einer „78-minütigen-Abwehrschlacht“ durch. Die deutsche Defensive hatte dabei die Hauptlast zu tragen gehabt und „Jus“ verhinderte mit einer „großartigen Partie“ einen weiteren Treffer des zweifachen jugoslawischen Torschützen in den Gruppenspielen, Petakovic.

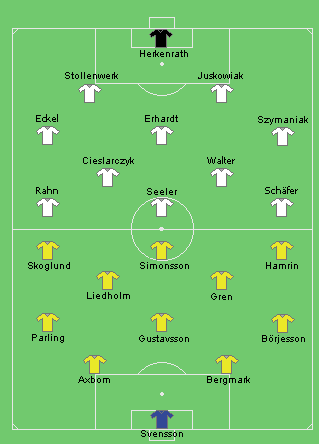
Taktische Aufstellung des WM-Halbfinalspiels 1958

Das Halbfinale am 24. Juni in Göteborg gilt als eines der größten Skandalspiele der Fußballgeschichte. Kurzfristig war das Spiel von Stockholm ins Ullevi-Stadion nach Göteborg verlegt worden. Die deutsche Delegation sah sich zu einem unvorhergesehenen Quartierwechsel gezwungen; eine konzentrierte Vorbereitung war unter diesen Umständen kaum  möglich. Vereinzelte tätliche Übergriffe und verbale Anfeindungen gegen viele deutsche Touristen, denen auch der Erwerb von Eintrittskarten verweigert wurde, überschatteten das Spiel lange vor dem Anpfiff. Juskowiak wurde in seinem 25. Länderspiel zur „tragischen Figur“. Der ungarische Schiedsrichter Istvan Zsolt (1921–1991) traf mehrere Entscheidungen zugunsten der Schweden. Beim Spielstand von 1:1 unterlief Juskowiak in der 60. Minute gegen Kurt Hamrin – dessen mehrfaches Foulspiel hatte Zsolt nicht geahndet – ein Revanchefoul.
Schiedsrichter Zsolt schickte den Düsseldorfer vom Feld, die DFB-Auswahl verlor in den Schlussminuten – mit neun Akteuren, da Fritz Walter in der 75. Minute nach einem Foul von seinem Bewacher Parling vom Platz getragen werden musste – nach Toren von Gren (81.) und Hamrin (88.) mit 1:3 Toren. Geradezu synonym steht Juskowiak seitdem für das Scheitern des deutschen Teams in Schweden. Seither denkt man bei seiner Namensnennung unweigerlich an die eine Situation: seinen Platzverweis bei der WM 1958 in Schweden und wie Hans Schäfer und Fritz Walter den völlig aufgelösten Mitspieler nach Minuten des Protestes vom Feld führen. Und Sepp Herberger würdigte ihn keines Blickes. Auch bei Leinemann ist notiert, dass Herberger „stur an dem mit hängendem Kopf den Platz verlassenden Juskowiak vorbei geschaut habe“. Er fand keine Geste für den Mann, der eine Zehntelsekunde lang die Nerven verloren hatte und nun der unglücklichste aller Fußballer war. Der Bundestrainer kritisierte ihn mit den Worten, „es war nicht seine Aufgabe, seinen Gegner für ein Foul zu bestrafen“.
Später berichtete Juskowiak: „Das Schlimme damals war, dass nach dem Eklat keiner mehr mit mir redete. Abends beim Bankett wurde es geradezu peinlich, weil ausgerechnet das Schwedenspiel mein 25. Länderspiel war. Mit eisigem Lächeln überreichte man mir die silberne Ehrennadel. Es war wie ein Begräbnis. Als ließen sie mich in einem Sarg ganz langsam hinunter. Als hätte ich allein schuld, dass Deutschland nicht Weltmeister werden konnte.“
Nach einer Entschuldigung bei Bundestrainer Herberger wurde er noch zu sechs weiteren Länderspielen nominiert. Darunter war die einzige Länderspielberufung für seinen Vereinskamerad Matthias Mauritz am 20. Mai 1959 in Hamburg gegen Polen und der überzeugende 7:0-Erfolg am 21. Oktober 1959 in Köln gegen die Niederlande. Danach bekam „Jus“ von Herberger einen Brief mit dem Lob: „Den ‚Erich’ vom vergangenen Sonntag möchte ich noch viele Jahre für unsere Nationalmannschaft haben.“ Tatsächlich trug der Düsseldorfer am 8. November 1959 in Budapest vor 90.000 Zuschauern gegen Ungarn zum letzten Mal das Nationaltrikot. Bei der 3:4-Niederlage war die deutsche Abwehr mit Torhüter Hans Tilkowski, dem Verteidigerpaar Stollenwerk – Juskowiak, sowie der Läuferreihe Helmut Benthaus, Erhardt und Szymaniak gegen die ungarische Offensive um Flórián Albert und Lajos Tichy angetreten. Nach 31 Länderspieleinsätzen war die internationale Karriere des 33-jährigen „Hammers“ Juskowiak beendet. Mit Karl-Heinz Schnellinger stand dem Bundestrainer bereits ein junger Spieler mit großer Perspektive zur Verfügung.

## Persönliches

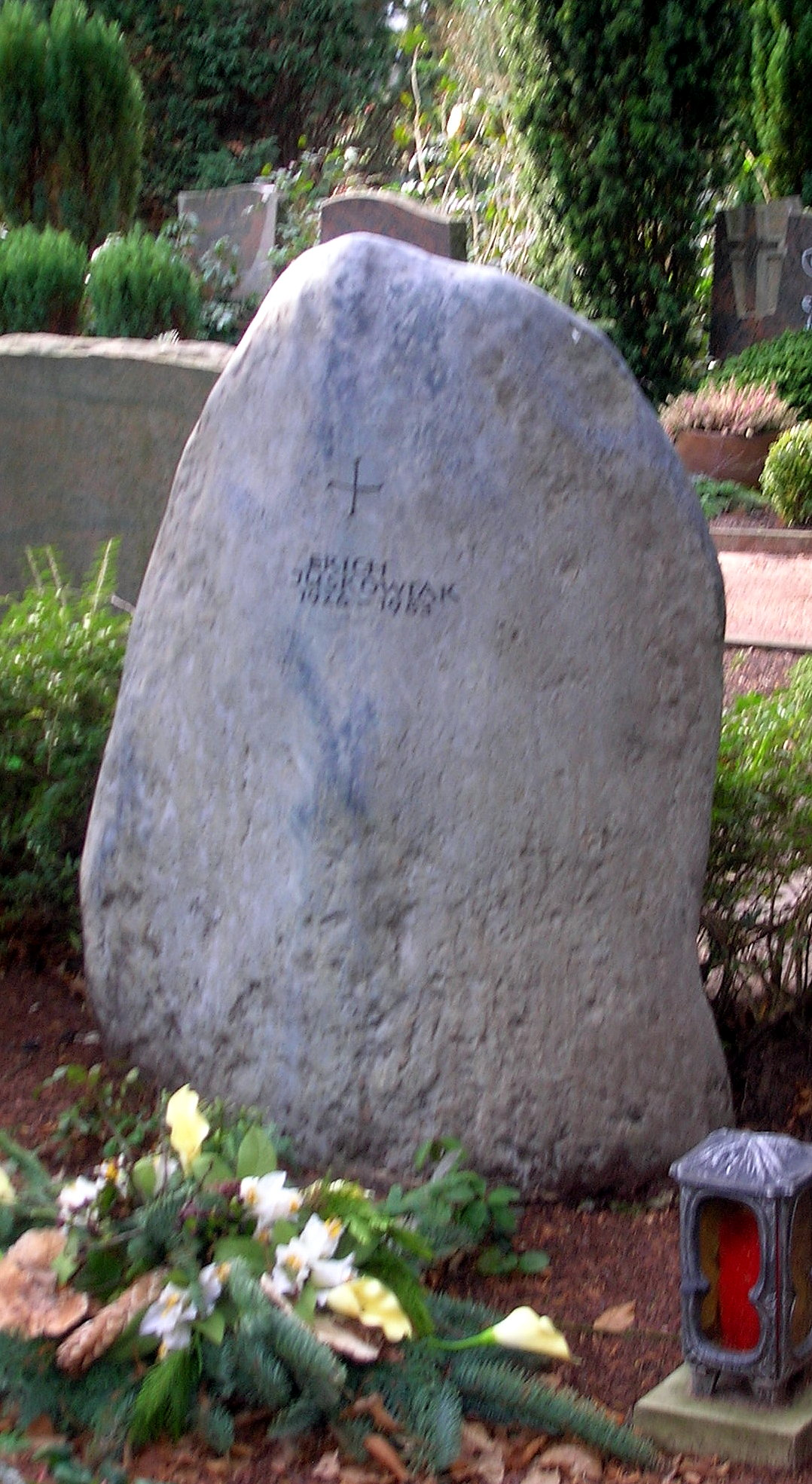
Grabstein Erich Juskowiak

Der gelernte Klempner war nach seinem Wechsel 1953 nach Düsseldorf zwei Jahre bei der Rheinbahn beschäftigt, danach übernahm er einen Tabakladen, ehe er zwei Jahre später für eine Bausparkasse Verträge vermittelte. Die Beschäftigung setzte sich als Geschäftsführer einer Reinigungsfirma fort, ehe er schließlich mit seinem Sohn Horst in der Stahlbranche sein Auskommen fand. Sein Sohn absolvierte von 1970 bis 1972 in der damals zweitklassigen Fußball-Regionalliga West beim VfR Neuss 39 Ligaspiele.
Weder der Platzverweis in Göteborg noch der unrühmliche Abgang bei der Fortuna bewirkten aber, dass sich Erich Juskowiak ganz und gar aus dem öffentlichen Leben zurückzog. 1982 kam es zu einem Versöhnungstreffen mit seinem damaligen Gegenspieler Kurt Hamrin. Er stand 1962 und 1964 wegen „Erregung öffentlichen Ärgernisses“ vor Gericht und wurde durch das Düsseldorfer Jugendschöffengericht zu sechs Monaten Gefängnis verurteilt, ausgesetzt auf fünf Jahre zur Bewährung. In der Fußballszene hat man ihn danach nicht wieder gesehen.
Juskowiak verstarb mit 56 Jahren am 1. Juli 1983 durch einen Herzinfarkt am Steuer seines Wagens. Sein Grab befindet sich auf dem Waldfriedhof von Ratingen-Lintorf.